# Абхидхамматха-сангаха
«Абхидхамматха-сангаха» (пали Abhidhammattha-saṅgaha, «Краткое руководство к Абхидхамме») представляет собой краткое руководство по буддийскому учению Абхидхамме традиции тхеравада на языке пали. Оно был создано монахом Ачарией Ануруддхой примерно между VIII и XII веками.
По словам Бхиккху Бодхи, «Абхидхамматха-сангаха» является одним из наиболее важных текстов для Абхидхаммы тхеравады и мастерским изложением, «которое стало стандартным учебником для изучения Абхидхаммы в странах буддизма тхеравады Южной и Юго-Восточной Азии».

## Обзор
С позиции тхеравады, Абхидхамма представляет собой самое совершенное раскрытие истинной природы существования, каким оно предстало перед умом Будды. Сердцевиной учения является Абхидхамма-питака, третья часть Палийского канона. Семь книг, входящие в эту коллекцию, дают абстрактную и высокотехничную систематизацию доктрины. Изложенная в Абхидхамма-питаке система, являющаяся одновременно и философией и психологией, выстроена в рамках программы пути к освобождению. Абхидхамма-питака и многочисленные экзегетические комментарии, например, комментарий Буддхагхоши представляют собой большой объём сложной и трудной для освоения информации. Чтобы удовлетворить возникшую потребность в кратких учебных изложениях были созданы различные тексты, из которых самым популярным благодаря «замечательному балансу между полнотой и краткостью» стало пятидесятистраничное руководство Ачарьи Анурудхи.
Работа Ачарьи Анурудхи базируется на Абхидхамма-питаке и «Висуддхимагге» Буддхагхоши. Содержание книги имеет уникальную и новаторскую структуру и систематизацию. Согласно Джеффри Уэйну Бассу, Ануруддха сделал акцент на области опыта (авачара), в которой встречается тот или иной тип сознания. Он представил содержание Абхидхармы в виде стратифицированной схемы, отражающей буддийское медитативное развитие (от обычных состояний ума к более высоким дхьяническим состояниям). Таким образом, этот текст можно рассматривать как руководство по медитативной практике.
Ануруддха также сократил учения Абхидхаммы, введя новые категории, такие как «универсальные» умственные факторы (саббачиттасадхарана), что позволило ему представить материал в сжатой форме (в отличие, например, от «Дхаммасангани»). Эта лаконичность облегчила запоминание и передачу, что, вероятно, способствовало его популярности.

## Структура книги
«Абхидхамматха-сангаха» состоит из следующих глав:
- Глава I — «Собрание учений о состояниях сознания» (пали citta-sangaha-vibhāgo, читта-сангаха-вибхаго). Определяет и классифицирует 89 и 121 читту или типы сознания.
- Глава II — «Собрание учений о ментальных фактора» (пали cetasikas, четасика). В этой главе перечислены 52 состояния, ассоциированных с сознанием, разделённые на четыре класса: универсальные, случающиеся, неблаготворные и прекрасные. Также исследованы ассоциации и комбинации ментальных факторов.
- В главе III «Разное» читты и четасики классифицируются по шести категориям: корень (хету), чувство (ведана), функция (кичча), дверь (двара), объект (араммана) и основа (ваттху).
- Глава IV — «Собрание учений о ментальном процессе».
- Глава V — «Собрание учений о том, что находится вне ментального процесса». В ней рассмотрены 4 мира существования, 4 типа сознания перерождения, 4 типа каммы, результаты каммы, процесс смерти и перерождения и поток сознания.
- Глава VI — «Собрание учений о материи» перечисляет и классифицирует материальные явления и объясняет способы и закономерности их возникновения. В главе есть раздел, посвящённый ниббане.
- Глава VII — «Собрание учений о категориях». Дхаммы, описанные в предыдущих главах, разделены на четыре широких категории: неблаготворное; смешанные категории; инструменты для Просветления; собрание учений в целом.
- Глава VIII —  «Собрание учений об обусловленности». Анализирует отношения между дхаммами с точки зрения взаимозависимого происхождения, а также 24 обусловленных отношения, изложенных в Паттхане.
- Глава IX — «Собрание учений об объектах медитации», основанный на «Висуддхимагге», описывает сорок объектов медитации и стадий прогресса.

## Комментарии
Небольшой объем руководства дал основание для создания различных комментариев:
- Абхидхамматтха-сангаха-тика, также известный как Порана-тика, «Старый комментарий». Шри-ланкийский комментарий XII века. Автор Ачарья Нававималабуддхи.
- Абхидхамматтха-вибхавини-тика, написанная Ачарьей Сумангаласами в XII веке. Самый известный и широко используемый комментарий.
- Параматтха-дипани-тика Леди Саядо (1846—1923), работа, критикующая предыдущий комментарий, Абхидхамматтха-вибхавини-тика, по 325 пунктам. Эта книга вызвала много споров.
- Анкура-тика, написанная Вимала Саядо, вступает в полемику с критикой Леди Саядо.
- Наванита-тика, работа индийского учёного Дхаммананды Косамби 1933 года. Называется «Масляный комментарий», поскольку во избежание философских споров в ней дано гладкое и простое изложение руководства.
- «Всеобъемлющее руководство по Абхидхамме» Нарады Тхеры, Бхиккху Бодхи и У Ревата Дхаммы включает введение на английском языке и пояснительные комментарии, а также многочисленные таблицы авторства У Силананды. Эта работа опирается как на Абхидхамматтха-вибхавини-тика, так и на Параматтха-дипани-тику, фокусируясь на их схожести и взаимодополняющем вкладе, а не на противоречивых моментах. Также имеет заимствования из «Висуддхимагги».

## Переводы
«Абхидхамматтха-сангаха» была впервые переведена на английский язык Шве Зан Аунг (между 1895 и 1905 годами), позднее перевод был пересмотрен и отредактирован А. Рис Дэвидс и впервые опубликован в 1910 году под названием «Compendium of philosophy».
Также Нарадой Маха Тхерой был сделан перевод на английский язык с пояснительными примечаниями. Американский монах Бхиккху Бодхи выпустил обновлённую версию под названием «Всеобъемлющее руководство по Абхидхамме» с пояснениями к каждому разделу авторства дост. У Ревата Дхамма. В книге имеются многочисленные диаграммы и таблицы, составленные дост. У Силананадой. Дополнением к этому тексту служит «Процесс сознания и материи» дост. Ревата Дхаммы.
Другой перевод, сделанный Рупертом Гетином и Р. П. Виджератне, который включает комментарий Абхидхамматтха-вибхавини авторства Сумангала, был опубликован в 2002 году Обществом палийских текстов.